# Michel Tapié
Ne doit pas être confondu avec Tapie.
Michel Tapié de Céleyran, dit Michel Tapié, né le 26 février 1909 à Senouillac (Tarn) et mort le 30 juillet 1987 à Courbevoie, est un critique d'art français. Il fut aussi musicien, peintre, sculpteur, organisateur d'expositions et théoricien de l'art avec une influence internationale.
Il est à l'origine de la formule « art informel », qui fut employée dans son ouvrage le plus connu, Un art autre, publié en 1952.

## Biographie
Michel Tapié est un des nombreux arrière-petits-cousins du peintre Henri de Toulouse-Lautrec. Sa formation initiale se déroule dans des collèges jésuites en Espagne puis à Poitiers.
Musicien autodidacte, Tapié quitte Toulouse pour arriver à Paris à la fin des années 1920. À l'Académie moderne, il suit les cours de Fernand Léger et d'Amédée Ozenfant.
Il se marie avec Simone Bry le 10 avril 1934. Ils ont sept enfants, dont deux meurent en bas âge.
Il est inhumé dans le cimetière communal de Pressagny-l'Orgueilleux.

### Tapié artiste
Tapié commence sa carrière comme artiste : il est peintre, sculpteur et joue de la musique pour gagner sa vie. Son atelier est mitoyen à celui de Jean Dubuffet dans le Montparnasse de l'après-guerre.

#### Le musicien
Tapié joue du piano, du vibraphone, de la clarinette, du saxophone et de la contrebasse. Il est membre du Hot Club de France et joue avec le Hot Club de Toulouse. Il fait partie de nombreux orchestres (Mic Hot Band à Toulouse, Ducretet-Thomson, Aimable et son orchestre, l'orchestre du cabaret La Rose Rouge…), il organise des événements avec les Réverbères qu'il a fondé avec Jean Marembert.

#### Le peintre et sculpteur
Cette partie de sa vie est probablement la moins connue. Tapié pratique le vitrail, la sculpture sur bois, le dessin et la peinture. Son style est marqué notamment par son maître Amédée Ozenfant. Dans les thèmes abordés on trouve des nus, des scènes de boxe et de cirque, des scènes bibliques principalement tirées de l'Ancien Testament et des dessins d'univers imaginaires. Il a participé avec deux sculptures à l'exposition H.W.P.S.M.T.B (Hartung, Wols, Picabia, Stahly, Mathieu, Bryen) en 1938 à la galerie Colette Allendy à Paris.

### Tapié critique d'art et théoricien
Il synthétise sa théorie esthétique dans son ouvrage de 1969, Esthétique, mais on peut noter que dès l'époque des réverbères, il développe certains concepts de son esthétique comme celui de « l'art de vivre ».
Il y a trois influences majeures pour comprendre les théories de Tapié : Tristan Tzara, les mathématiques et la philosophie particulièrement Nietzsche et Bertrand Russell. On trouve dans sa bibliothèque de nombreux ouvrages scientifiques concernant notamment la physique quantique, l'algèbre et la théorie des ensembles.
Il développe une théorie esthétique qui est selon lui nécessaire car depuis Dada, nous avons « changé de valeurs » et en l'absence de grille de lecture, nous ne pouvons pas apprécier l'art abstrait. Il s'appuie sur la théorie des ensembles mathématiques pour expliquer que le système « classique » qui appréciait une œuvre en se basant sur une représentation à trois dimensions n'est plus que le sous-ensemble d'un espace généralisé à n dimensions. Il y a donc rupture avec la tabula rasa de Dada qui nous fait changer de système de valeur et en même temps continuité puisque le précédent système de représentation n'est pas effacé mais « généralisé ».

### Tapié conseiller artistique
Très vite dans l'après-guerre, Tapié va travailler dans des galeries comme conseiller artistique. Elles sont citées ci-dessous dans l'ordre chronologique.
Le passage de Tapié chez Drouin (1946-1950) est marqué par sa participation aux foyers de l'Art Brut, l'exposition débutée le 5 mars 1946 : Mirobolus, Macadam et Cie Hautes pâtes de Jean Dubuffet, l'exposition rétrospective Picabia 50 ans de plaisir de février 1949, l'exposition consacrée à Matta en mai 1949 et celle consacrée à Max Ernst en 1950.
Michel Tapié devient ensuite le conseiller artistique de Paul Facchetti en 1951 quand celui-ci ouvre Le Studio, rue de Lille à Paris, une nouvelle galerie d'art qui défend l'abstraction lyrique et contribue à faire découvrir l'expressionnisme abstrait américain.
Il a travaillé chez Rive Droite, no 82 rue du Faubourg-Saint-Honoré, durant de nombreuses années en compagnie de sa fille cadette, Frédérique Tapié de Céleyran et sous la direction de Jean Larcade, directeur de la galerie.
Quand en 1955 Rodolphe Stadler ouvre sa galerie au no 51 rue de Seine à Paris, c'est Michel Tapié qu'il choisit comme conseiller artistique. Il contribuera à la découverte de nombreux artistes ou groupes et, notamment, des artistes du groupe lettriste auxquels la galerie consacrera trois expositions (1964-1966 et 1969).

### Tapié hors de France
Il a rapidement pris la dimension internationale de l'art abstrait et voyage beaucoup. Il ira plusieurs fois au Japon et aux États-Unis. Il sera très proche de l'Italie où il fonde à Turin l’International Center of Art Research.
En 1958, il découvre le mouvement Gutaï au Japon. C'est une forme d'art abstrait reposant sur les performances et le rapport du corps et de l'esprit avec la nature en relation avec l'art puisque l'art c'est la vie. Il est à mettre en parallèle avec le mouvement occidental fluxus.

## Publications

### Ouvrages
- Un art autre où il s'agit de nouveaux dévidages du réel, Paris, Gabriel-Giraud et fils, 1952. OCLC 1110556.
- À propos de Hultberg, Moreni, Sallès, Claire Falkenstein (en), Paris, Galerie Rive Droite, 1956.
- Art et continuité, Turin, Edizione della corona, 1956.
- Morphologie autre, Turin, Edizioni d'arte Fratelli Pozzo, 1960.
- Pour un haut devenir du comportement artistique, Paris, Galerie Stadler, 1964.
- Espaces généralisés, Turin, Edizioni del discuro, 1965.
- Introduction à la connaissance esthétique, Turin, International Center of Art research, 1967.
- Introduction à la connaissance esthétique (II), Turin, International Center of Art research, 1967.
- Esthétique, Turin, International Center of Art research, 1969.
- Introduction à la connaissance esthétique (III) - Espace généralisés, Turin, International Center of Art research, 1969.
- Introduction à la connaissance esthétique (IV) - préface pour une esthétique essentielle, Turin, International Center of Art research, 1971.

### Ouvrages en collaboration
- (en) Avec Georges Mathieu, The significant message of Georges Mathieu, New York, Stable Gallery, 1952 OCLC 79307225.
- Avec Alfonso Ossorio, Pollock, Paris, Paul Facchetti, 1952 OCLC 30601793.
- Avec Jirō Yoshihara et Shōzō Shimamoto, Gutai Bijutsu Kyōkai. Gutai (Japonais  Type : Publication en série : Périodique; 具体美術協会, Nishinomiya-shi : Gutai Bijutsu Kyōkai, 1955-1965) OCLC 53194339.
- (es) Instituto Torquato de di Tella, Centro de Artes Visuales, Intuiciones y realizaciones formales : exposición de obras seleccionadas por Michel Tapié, Centro de Artes Visuales, Instituto Torcuato di Tella, Buenos Aires, del 14 de agosto al 4 de setiembre de 1964, Buenos Aires, El Instituto, 1964 OCLC 7889303.
- Avec Luigi Moretti, Le Baroque généralisé, Manifeste du baroque ensembliste, Turin, Edizioni del discuro, 1965 OCLC 57403312.
- (en) Avec Elaine Hamilton, Michel Tapié presents Elaine Hamilton, [cat. exposition], International Center of Aesthetic Research, Turin, 1969 OCLC 78457310.
- Avec Luigi Moretti et Friedrich Bayl, Musée-Manifeste, Turin, Edizioni d'arte fratelli pozzo, 1969.